# NGC 3977
NGC 3977 (NGC 3980) é uma galáxia espiral (Sab) localizada na direcção da constelação de Ursa Major. Possui uma declinação de +55° 23' 27" e uma ascensão recta de 11 horas, 56 minutos e 07,3 segundos.
A galáxia NGC 3977 foi descoberta em 14 de Abril de 1789 por William Herschel.